# Eintracht Brunszwik
Eintracht Brunszwik (niem. Eintracht Braunschweig), właśc. Braunschweiger Turn- und Sportverein Eintracht von 1895 e. V. – niemiecki klub piłkarski z Brunszwiku. W sezonie 2024/2025 gra w 2. Bundeslidze.

## Historia
Klub został założony jako FuCC Eintracht w 1895. Był zarówno klubem piłkarskim jak i krykietowym. W 1906 zmienił nazwę na FC Eintracht 1895 e.V. by w 1920 zmienić nazwę na Eintracht Brunszwik. Po II wojnie światowej został założony ponownie jako TSV Brunszwik by w 1949 zmienić nazwę na obecnie obowiązującą.
Kiedy w 1963 ustanowiono obecny system rozgrywek ligowych, Eintracht był jednym z założycieli. W sezonie 1966/1967 klub odniósł swój największy sukces w historii zdobywając mistrzostwo. Atutem tamtej drużyny była solidna obrona, albowiem przeciwnicy zdołali jej strzelić tylko 27 bramek. Klub był bliski mistrzostwa w 1977 ale ostatecznie był trzeci tracąc do ówczesnego mistrza zaledwie 1 punkt.
W 1973 jako pierwszy klub w Niemczech, zgodził się na umieszczenie loga sponsora (Jägermeister)  na swoich strojach. Klub otrzymał za to 100 tys. marek. Wywołało to w tych czasach olbrzymie kontrowersje. Mimo tego klub wyznaczył trend, obowiązujący do dziś.
W sezonie 1980/1981 zespół awansował z 2. Bundesligi do Bundesligi. Rozegrał w niej sezony 1981/1982, 1982/1983, 1983/1984 i 1984/1985, po czym został zdegradowany. Dwa lata później w sezonie 2. Bundesligi 1986/1987 spadł do Regionalligi. Od tego czasu balansował pomiędzy drugim i trzecim poziomem rozgrywek. W sezonie 3. Ligi 2010/2011 ponownie awansował do 2. Bundesligi, a w edycji 2. Bundesligi 2012/2013 zapewnił sobie awans do Bundesligi, po 28 latach. W Bundeslidze Eintracht grał tylko przez jeden sezon, w którym zajął 18. pozycję i spadł do 2. Bundesligi. Przez następne 3 sezony drużyna utrzymywała się w górnej części tabeli, natomiast sezon 2017/2018 zakończył się spadkiem do 3. Ligi. Od tego sezonu klub kilkukrotnie zmieniał poziom ligowy, a od 2022 roku ponownie występuje na II szczeblu.

## Sukcesy

### Trofea krajowe
| \| \| Zdobyte trofea w rozgrywkach Niemiec (stan na: 23-05-2021) \| |                                                            |      |            |
| Rozgrywki                                                           | Osiągnięcie                                                | Razy | Sezon(y)   |
| · Mistrzostwo                                                       | I miejsce                                                  | 1    | 1967       |
| · Mistrzostwo                                                       | II miejsce                                                 | –    |            |
| · Mistrzostwo                                                       | III miejsce                                                | 1    | 1977       |
| · II liga                                                           | I miejsce                                                  | –    |            |
| · II liga                                                           | II miejsce                                                 | 2    | 1981, 2013 |
| · II liga                                                           | III miejsce                                                | 1    | 2017       |
| · 3. Fußball-Liga                                                   | I miejsce                                                  | 1    | 2011       |
| · 3. Fußball-Liga                                                   | II miejsce                                                 | –    |            |
| · 3. Fußball-Liga                                                   | III miejsce                                                | 1    | 2020       |
| Niemcy                                                              | Zdobyte trofea w rozgrywkach Niemiec (stan na: 23-05-2021) |      |            |

## Sezony (w XXI wieku)
| Sezon     | Liga                | Poziom | Miejsce w lidze | Uwagi                    |
| --------- | ------------------- | ------ | --------------- | ------------------------ |
| 1999/2000 | Regionalliga (Nord) | III    | 3               |                          |
| 2000/2001 | Regionalliga (Nord) | III    | 8               |                          |
| 2001/2002 | Regionalliga (Nord) | III    | 2               |                          |
| 2002/2003 | 2. Bundesliga       | II     | 15              |                          |
| 2003/2004 | Regionalliga (Nord) | III    | 6               |                          |
| 2004/2005 | Regionalliga (Nord) | III    | 1               |                          |
| 2005/2006 | 2. Bundesliga       | II     | 12              |                          |
| 2006/2007 | 2. Bundesliga       | II     | 18              |                          |
| 2007/2008 | Regionalliga (Nord) | III    | 10              |                          |
| 2008/2009 | 3. Liga             | III    | 13              |                          |
| 2009/2010 | 3. Liga             | III    | 4               |                          |
| 2010/2011 | 3. Liga             | III    | 1               |                          |
| 2011/2012 | 2. Bundesliga       | II     | 8               |                          |
| 2012/2013 | 2. Bundesliga       | II     | 2               |                          |
| 2013/2014 | Bundesliga          | I      | 18              |                          |
| 2014/2015 | 2. Bundesliga       | II     | 6               |                          |
| 2015/2016 | 2. Bundesliga       | II     | 8               |                          |
| 2016/2017 | 2. Bundesliga       | II     | 3               | przegrane baraże o awans |
| 2017/2018 | 2. Bundesliga       | II     | 17              |                          |
| 2018/2019 | 3. Liga             | III    | 16              |                          |
| 2019/2020 | 3. Liga             | III    | 3               | [ 1 ]                    |
| 2020/2021 | 2. Bundesliga       | II     | 17              |                          |
| 2021/2022 | 3. Liga             | III    | 2               |                          |
| 2022/2023 | 2. Bundesliga       | II     | 15              |                          |
| 2023/2024 | 2. Bundesliga       | II     | 15              |                          |
| 2024/2025 | 2. Bundesliga       | II     | 16              | utrzymanie po barażach   |

## Europejskie puchary
Legenda do wszystkich tabel:
- Q – runda eliminacyjna, 1/16, 1/8, 1/4, 1/2 – odpowiednia faza rozgrywek, Grupa – runda grupowa, 1r gr – pierwsza runda grupowa, 2r gr – druga runda grupowa, F – finał, R – runda, PO – play-off
- k. – rzuty karne, los. – losowanie, Dogr. – dogrywka, w. – zasada bramek strzelonych na wyjeździe

| Sezon   | Rozgrywki     | Runda | Przeciwnik      | Dom      | Wyjazd   | Ogólnie      |
| ------- | ------------- | ----- | --------------- | -------- | -------- | ------------ |
| 1967/68 | Puchar Europy | 1R    | Dinamo Tirana   | walkower | walkower | walkower     |
| 1967/68 | Puchar Europy | 1/8   | Rapid Wiedeń    | 2–0      | 0–1      | 2–1          |
| 1967/68 | Puchar Europy | 1/4   | Juventus F.C.   | 3–2      | 0–1      | 3–3, 0–1 (N) |
| 1971/72 | Puchar UEFA   | 1R    | Glentoran       | 6–1      | 1–0      | 7–1          |
| 1971/72 | Puchar UEFA   | 2R    | Athletic Bilbao | 2–1      | 2–2      | 4–3          |
| 1971/72 | Puchar UEFA   | 1/8   | Ferencvárosi TC | 1–1      | 2–5      | 3–6          |
| 1976/77 | Puchar UEFA   | 1R    | Holbæk B&I      | 7–0      | 0–1      | 7–1          |
| 1976/77 | Puchar UEFA   | 2R    | RCD Espanyol    | 2–1      | 0–2      | 2–3          |
| 1977/78 | Puchar UEFA   | 1R    | Dynamo Kijów    | 0–0      | 1–1      | 1–1, w.      |
| 1977/78 | Puchar UEFA   | 2R    | IK Start        | 4–0      | 0–1      | 4–1          |
| 1977/78 | Puchar UEFA   | 1/8   | PSV Eindhoven   | 1–2      | 0–2      | 1–4          |